# Michael Goleniewski
Michael Goleniewski (originariamente Michał) (Nieswiez, 16 agosto 1922 – New York, 12 luglio 1993) è stato un ufficiale polacco del servizio segreto militare, spia per l'Unione Sovietica e collaboratore della CIA. Asserì di essere lo zarevic Alekei Nikolaevič di Russia.

## Biografia
Dopo aver combattuto nell'esercito polacco durante la seconda guerra mondiale divenne tenente colonnello. Si laureò in legge all'Università di Poznań e successivamente si specializzò con un master in scienze politiche all'Università di Varsavia nel 1956. In quegli anni si mise al servizio dell'Unione sovietica come spia.
Lavorava per i servizi segreti polacchi sotto lo pseudonimo di Sniper e di Lavinia. Tradì i suoi compagni lasciando la patria per la Germania Ovest nel 1961, dove collaborò con la CIA. Per questo atto venne condannato a morte (sentenza che valeva solo nel suo paese, che non vide più). 
Goleniewski si spacciò per lo zarevic Alekei, millantando una presunta emofilia. La rivista Life fece un servizio su di lui nel 1963, durante il quale incontrò Eugenia Smith che aveva scritto in un'autobiografie di essere la granduchessa Anastasija. I due si riconobbero come fratello e sorella, appoggiando le rispettive storie. Si sposò con Ingrid Kampf il 30 settembre 1964, usando il nome Alexei Romanov. In seguito la coppia divorziò; dalla relazione nacque una figlia, Tatiana.